# 陳興東
陳興東（1970年4月2日—），中國退役男子羽球運動員。
陳興東從1984年起成為四川體育科技學院球隊的一員。他的國際羽球比賽生涯始於1993年，當時他和他的混合雙打搭檔孫曼在東亞運動會獲得金牌。隨後兩人在同年的中國羽球公開賽和1994年的亞洲羽球錦標賽上獲得冠軍。1995年，他與王曉圓合作，在瑞典羽球公開賽上獲得混合雙打冠軍，在中國羽球公開賽上獲得第三名。
1995年中，他改與彭新勇合作。兩人成為1995年丹麥羽球公開賽和中國羽球公開賽，以及1996年波蘭羽球公開賽的混合雙打冠軍。在1996年亞特蘭大奧運會上，兩人在銅牌戰以15-7、4-15、8-15輸給隊友劉堅軍和孫曼。陳興東曾代表國家隊贏得1995年和1997年蘇迪曼杯。他與彭新勇兩人在1996年6月創下世界排名第三的職業生涯新高。
陳興東於1997年從國際比賽中退役。1998年，他被選為四川省隊教練，同年加入國家隊擔任男子團隊教練。2000年初，他專注於混合雙打教練。

## 外部連結
- 陳興東在世界羽球聯盟的登錄資料